# Złoto pustyni
Złoto pustyni (ang. Three Kings) – amerykański film wojenny z 1999 roku, poruszający temat I wojny w Zatoce Perskiej. Krytyk Roger Ebert określił film mianem "dziwnego majstersztyku". Film kręcono od 12 listopada 1998 do 15 lutego 1999 roku.
Budżet wynosił czterdzieści osiem milionów dolarów. W pierwszy weekend wyświetlania filmu w amerykańskich kinach (2942 projekcje), zarobił on 15 847 636 dolarów.

## Zarys fabuły
Akcja filmu toczy się pod koniec wojny w Zatoce Perskiej. Czterech żołnierzy z elitarnego oddziału amerykańskiej armii postanawia ukraść transport złota ukryty w piaskach pustyni. Ta niebezpieczna przygoda dramatycznie odmieni ich dotychczasowe życie.

## Obsada
- George Clooney jako Archie Gates
- Mark Wahlberg jako Troy Barlow
- Ice Cube jako Chief Elgin
- Spike Jonze jako Conrad Vig
- Cliff Curtis jako Amir Abdulah
- Nora Dunn jako Adriana Cruz
- Jamie Kennedy jako Walter Wogaman
- Saïd Taghmaoui jako kapitan Said
- Mykelti Williamson jako pułkownik Horn
- Holt McCallany jako kapitan Van Meter
- Judy Greer jako Cathy Daitch
- Christopher Lohr jako Teebaux
- Jon Sklaroff jako Paco
- Liz Stauber jako Debbie Barlow